# 荷李活道已婚警察宿舍

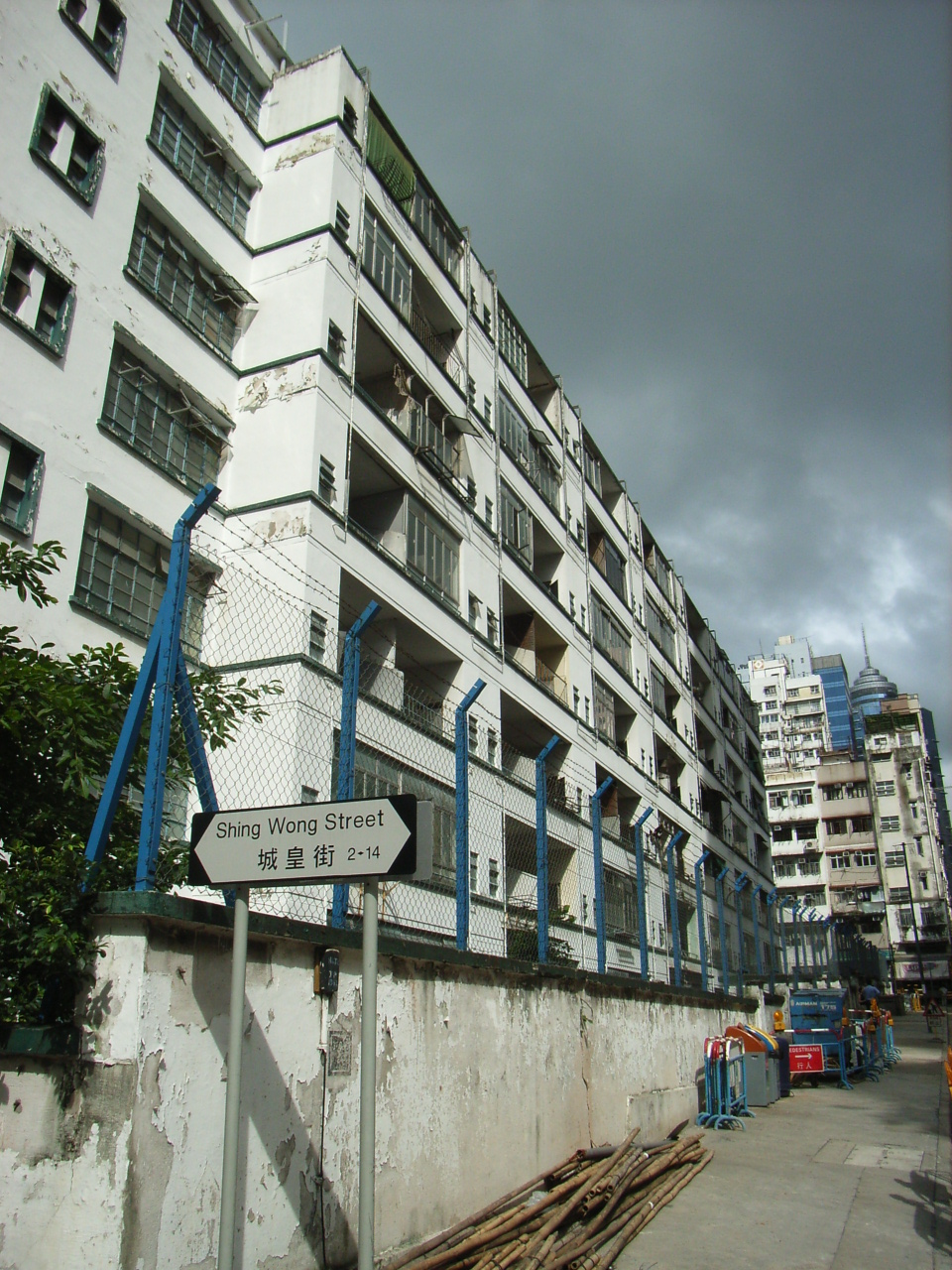
由城皇街與士丹頓街交界處望見的荷李活道已婚警察宿舍外貌

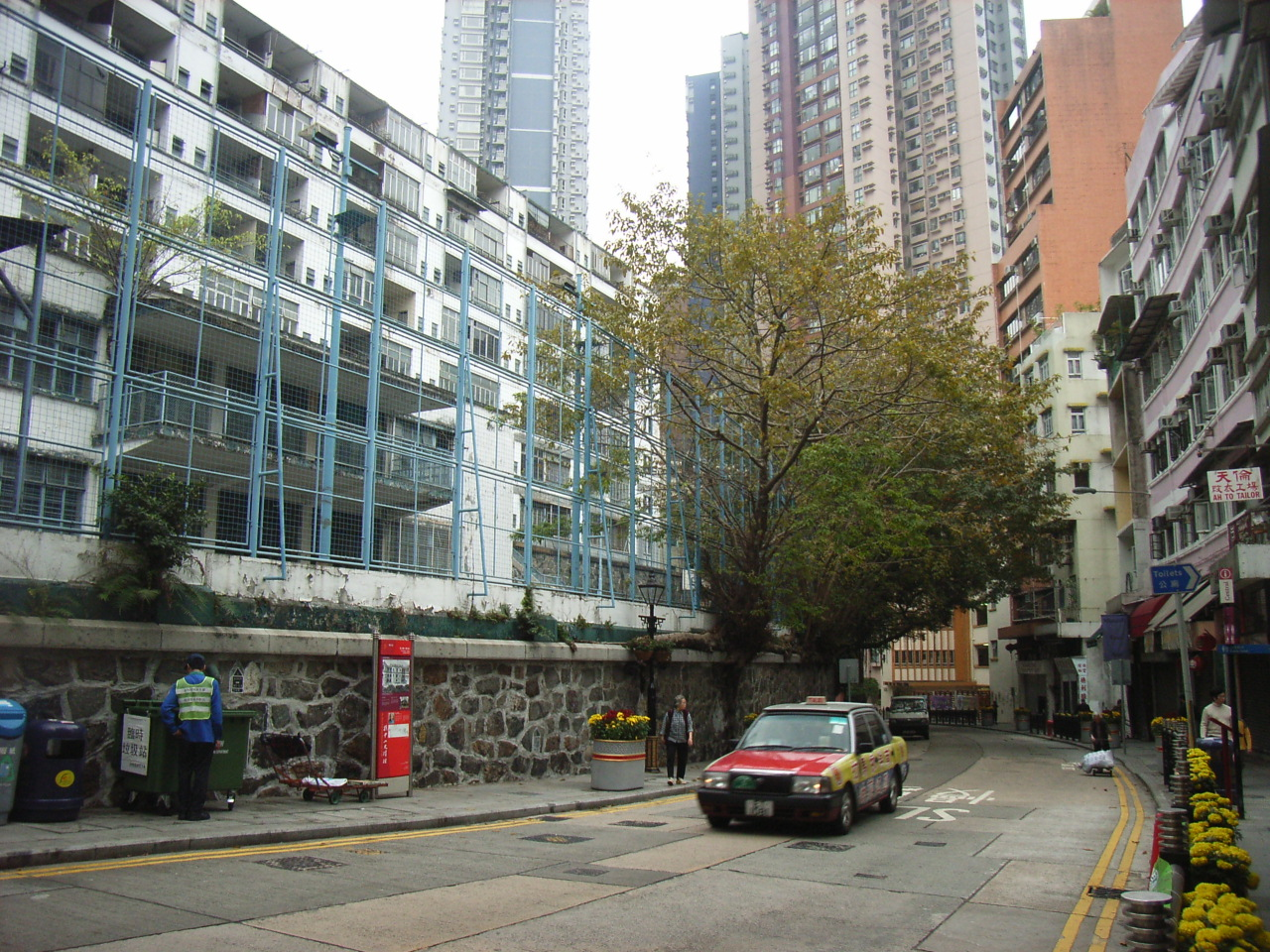
荷李活道已婚警察宿舍

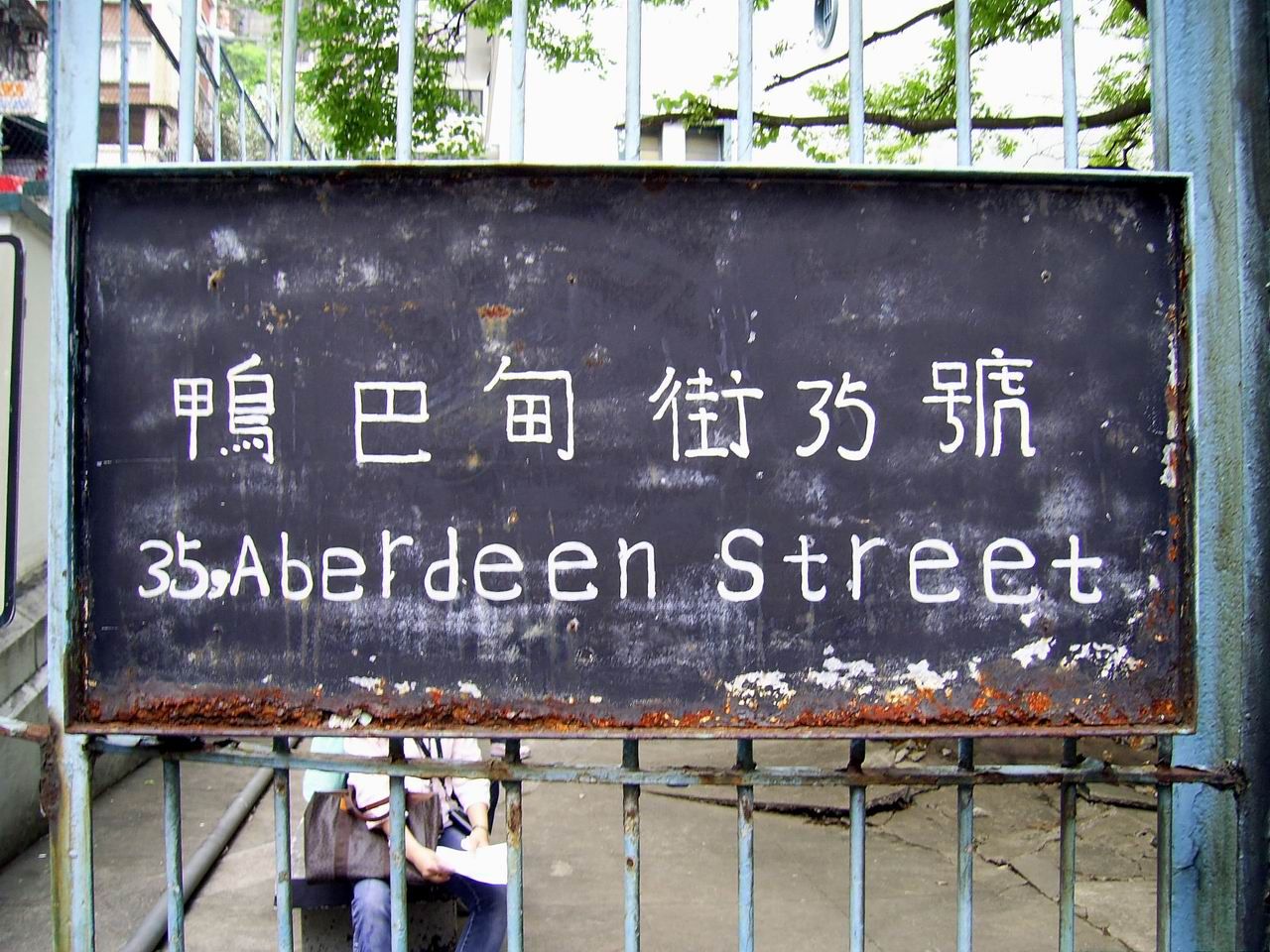
荷李活道已婚警察宿舍門牌

前荷李活道已婚警察宿舍（英語：Former Hollywood Road Police Married Quarters）位於香港島上環荷李活道及鴨巴甸街35號，建於1951年。原址前身為中央書院，校舍拆卸後建成宿舍供已婚香港警察及家庭入住。2000年住戶遷出並空置多年，2010年11月10日被列為香港三級歷史建築，2014年經活化並改建成元創坊。

## 歷史

### 原址前身
荷李活道已婚警察宿舍原址根據歷史學家 Carl T. Smith 於1973年撰寫的《Notes on Chinese Temples in Hong Kong》是早於1843年開埠初期由本地華人興建的一座城隍廟，為香港第一座華人的社區建設項目。1852年葡萄牙記帳員 Floriano Antonio Rangel 在一個公開土地拍賣中購下91號地段，地段正好是舊荷李活道已婚警察宿舍的範圍。他在城隍廟周邊興建50間華人居住的房屋。

### 中央書院
Rangel 在1873年去世，直到1876年政府買回土地，籌建中央書院（Central School，今皇仁書院），是香港有史以來第一間官立為公眾提供中、小學教育的學校，城隍廟及相鄰的房屋被拆卸，遺址旁的城皇街印正這段湮沒的歷史。中央書院分布於四個高度不一的平台，功能各異，靠近士丹頓街出口的第一平台海拔高度161.5呎；興建主校舍的第二平台海拔高度153呎；接近城皇街，用作厠所及苦力房間的第三平台海拔高度147呎；而接近荷李活道，用作操場的第四平台或下平台海拔高度140呎。主校舍為一幢「E」形三層式建築，包括地庫、地下和一樓。
1884年4月26日香港總督寶雲爵士為中央書院新校址主持奠基儀式，1889年7月正式遷入荷李活道新校舍，並易名「維多利亞書院」（Victoria College），1894年再易名為「皇仁書院」（Queen's College）。第二次世界大戰後皇仁書院受嚴重破壞，淪陷時期更成為日軍騎兵部隊司令部，學生的書桌淪為飼料箱，1944年更因一場大火摧毀校舍頂部，皇仁書院於1947年在堅尼地道重開臨時校舍，並在1950年搬遷至銅鑼灣高士威道現址。

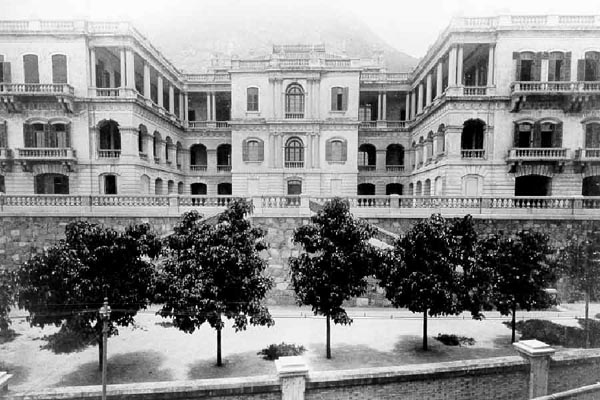
中央書院舊貌
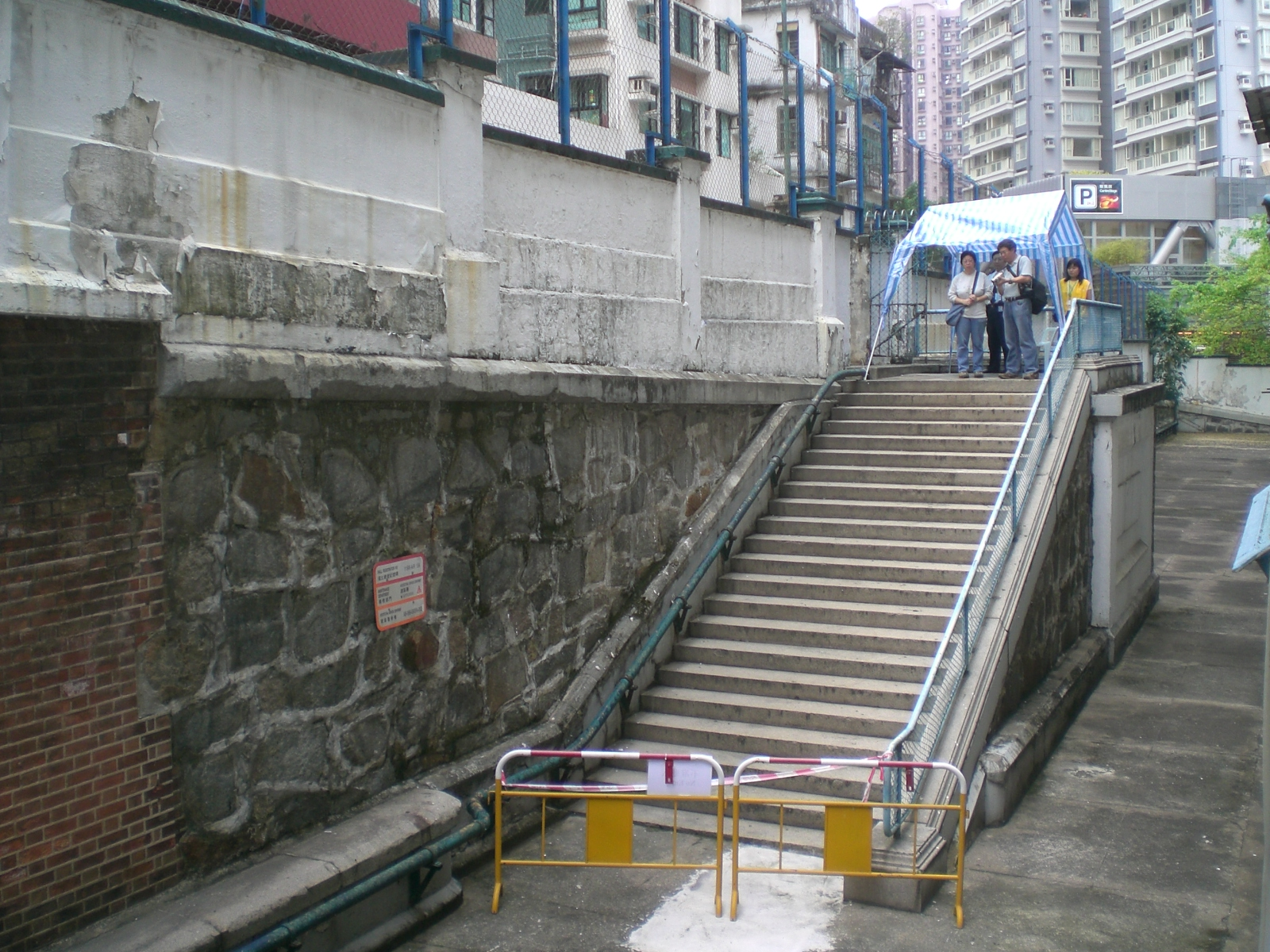
士丹頓街入口石階
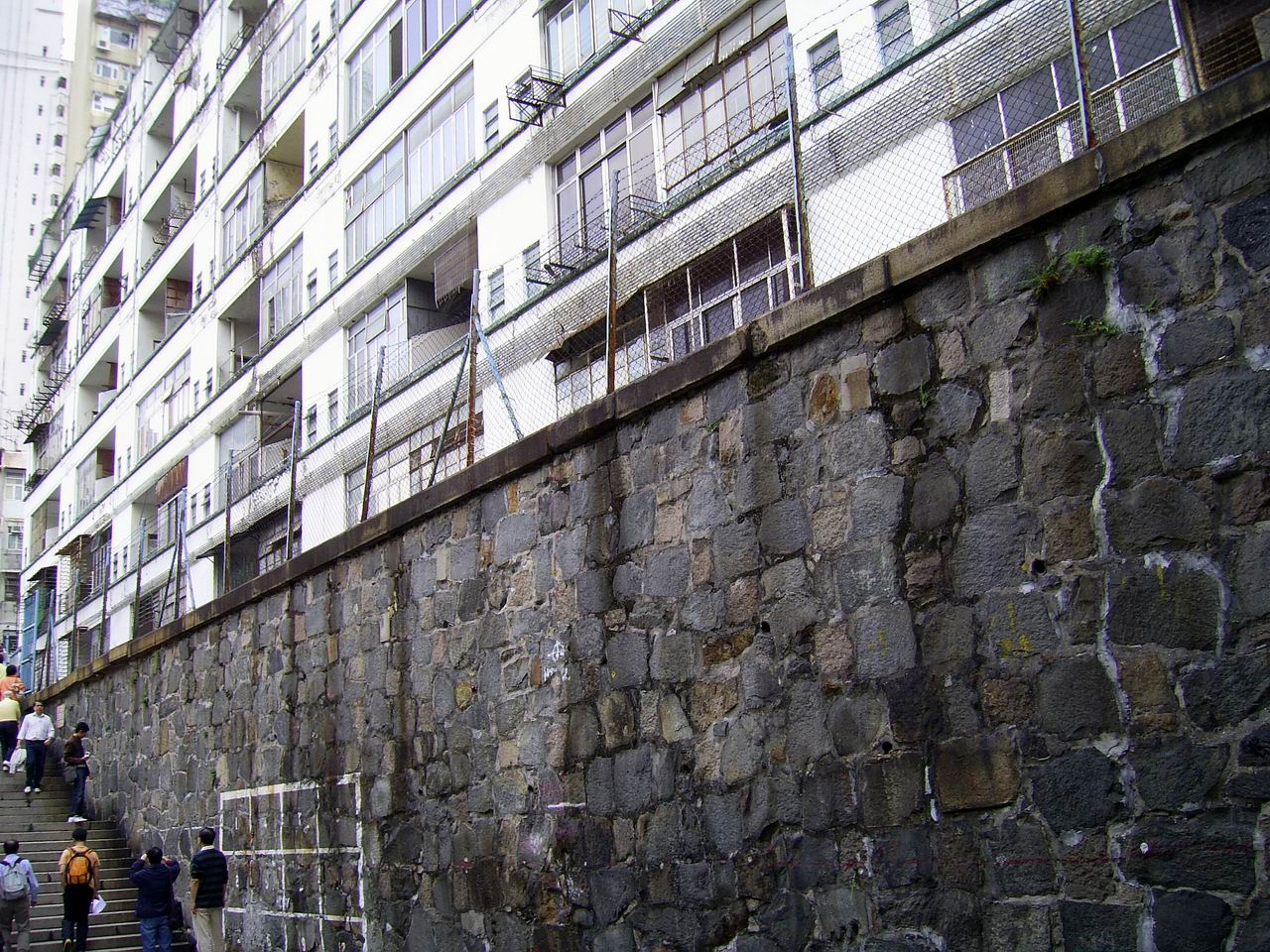
連接上下平台的麻石擋土牆及一道大石階
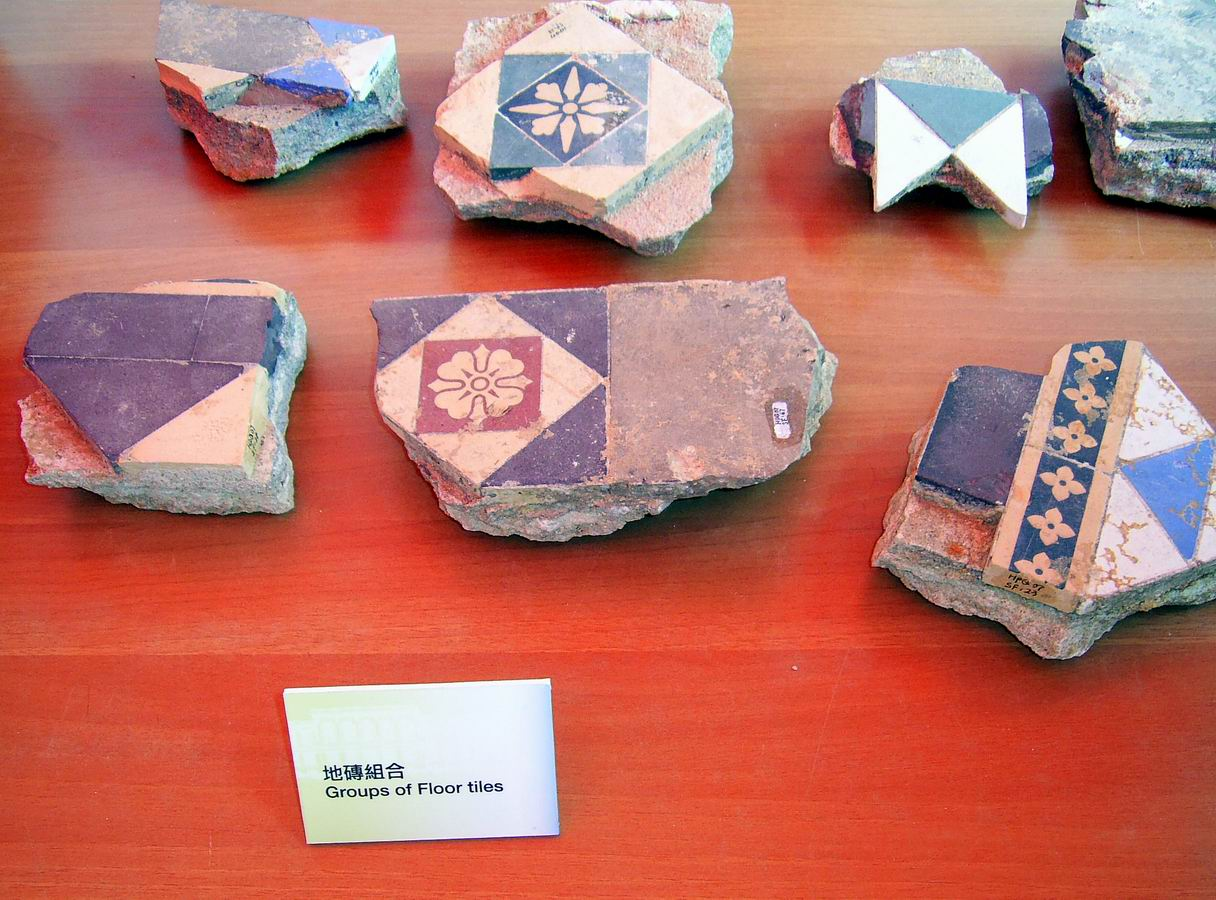
出土的地磚與舊總督山頂別墅為同一製造商

### 警察宿舍

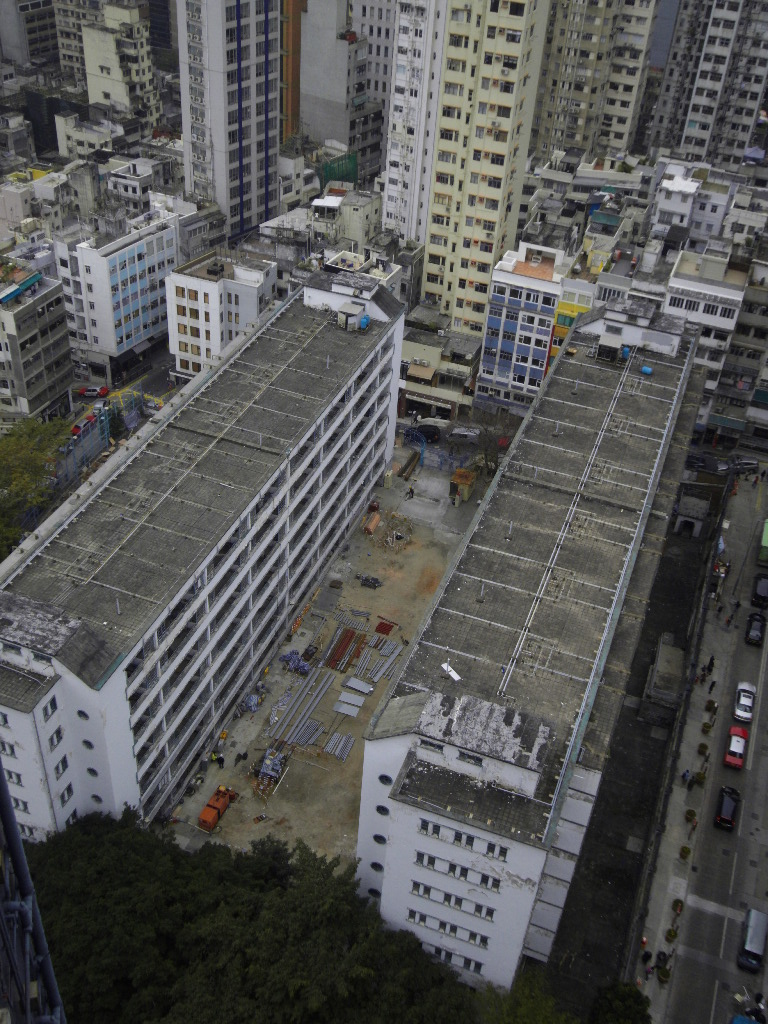
從高空拍攝的前荷李活道已婚警察宿舍

1948年，校舍原址清拆，1951年建成高、低兩座已婚警察宿舍，另有一座曾用作少年警訊會所的建築物，前身是「荷李活道警察子弟小學」。於1951年建成的警察宿舍，是全亞洲首座興建給員佐級（現稱「初級警務人員」）華裔警員及其家屬居住的宿舍。該址包括三個主要平台，由士丹頓街往下至荷李活道。宿舍設有5個門口，中央平台建有兩座宿舍大樓，高座（A座）近士丹頓街及低座（B座）在中央，廣場為停車場及操場，屬長型大廈設計。設計以功能為主，主要屬承重牆建築，即建築物內少用支柱或橫樑，每個單位均擁有獨立的露台和廚房，每層均設有公用走廊及公用廁所和浴室，供住宅單位共同使用。1960年代更加建電梯方便上落。1970年代各住宅單位擁有獨立廁所和浴室。低層平台亦有一座曾用作少年警訊會所的建築物-「荷李活道警察子弟小學」，後稱「少年警訊樓」。
前任香港特別行政區行政長官曾蔭權及前警務處處長曾蔭培兩兄弟自小在這裡成長，出身於警察家庭的行政長官一家8口曾居於此，當時他住在高座（A座）4楼314室，信箱是314號。另一前任行政長官梁振英曾就讀於荷李活道警察子弟小學。

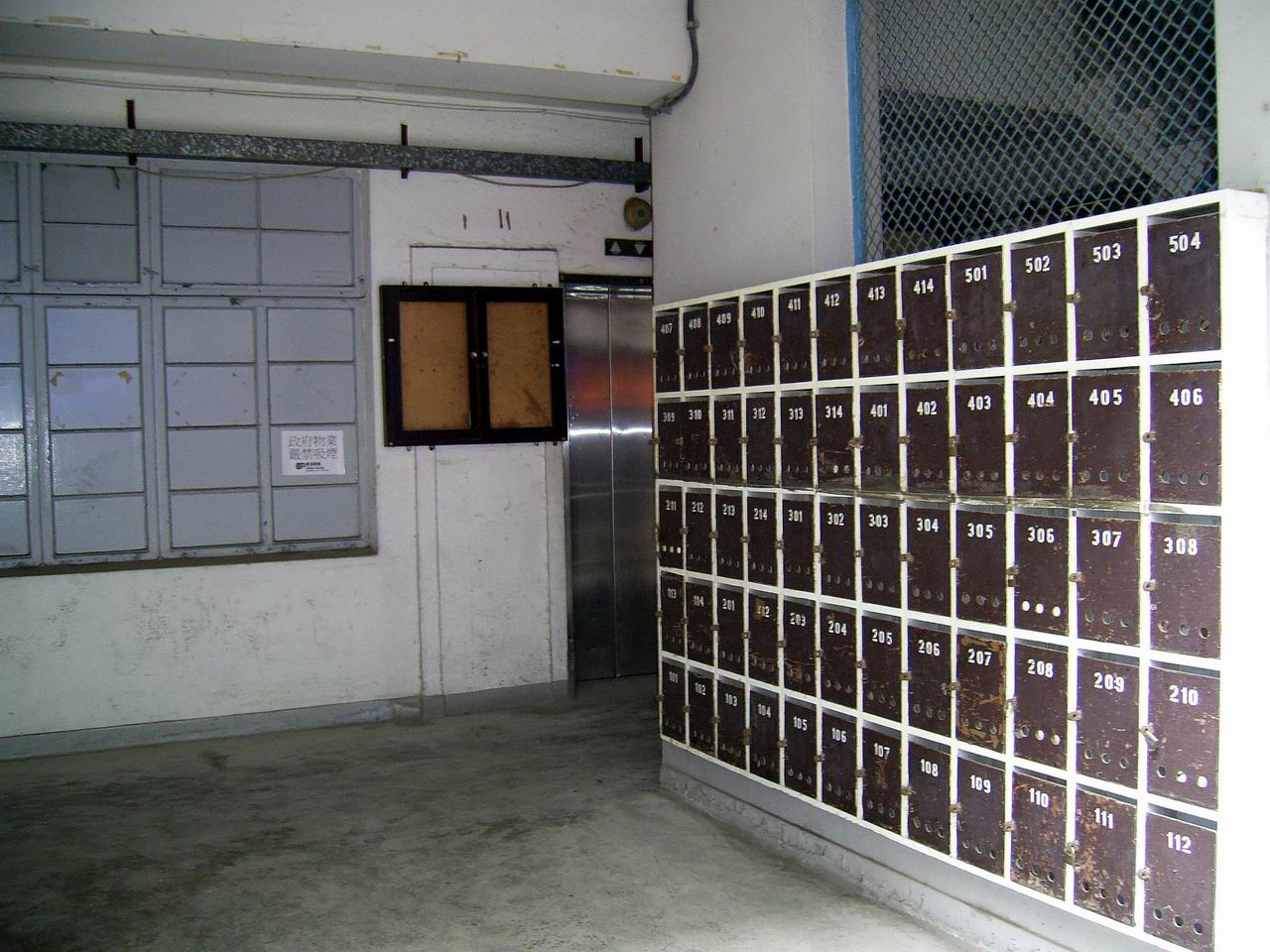
低座地下大堂
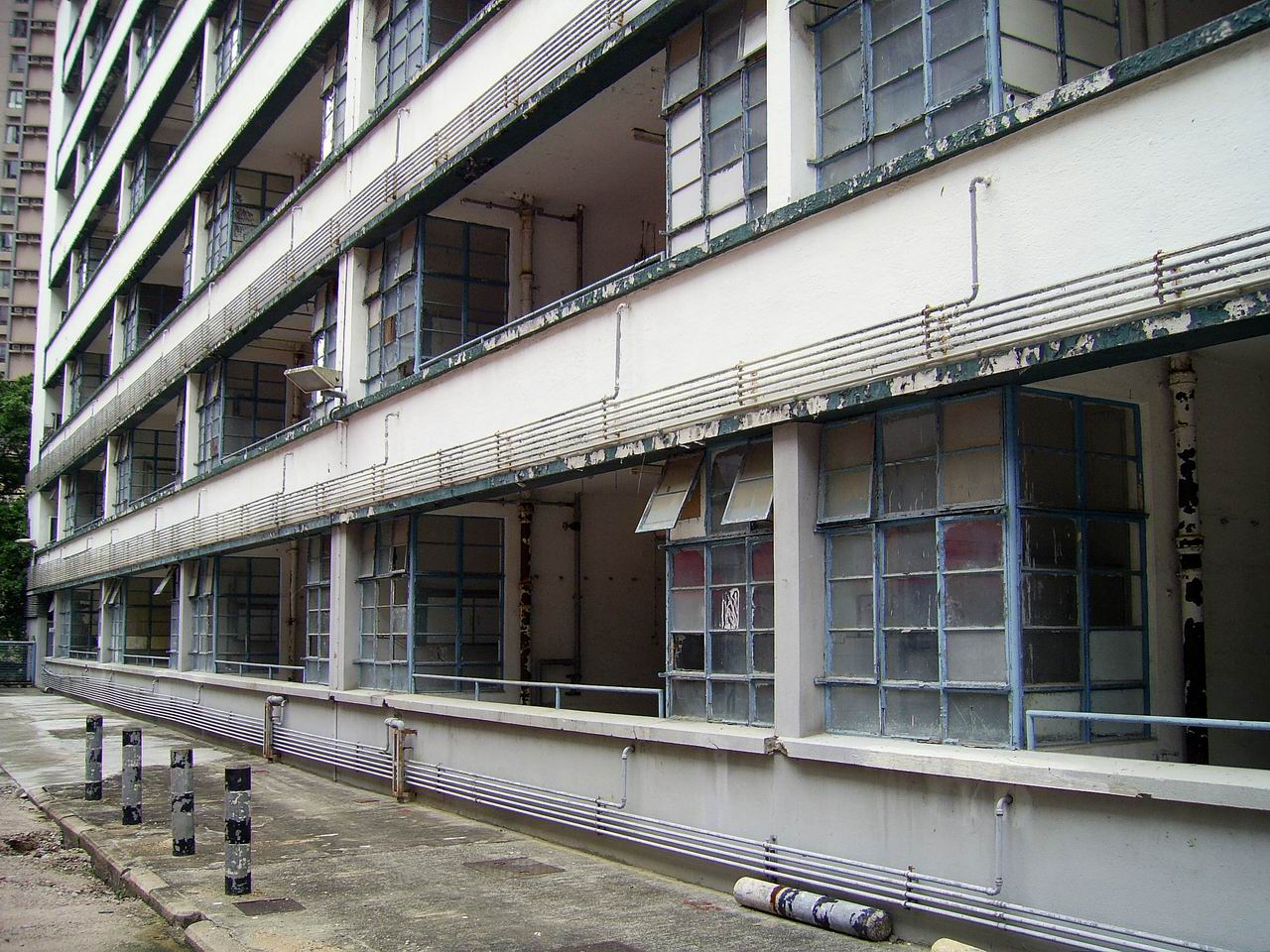
低座地下前方
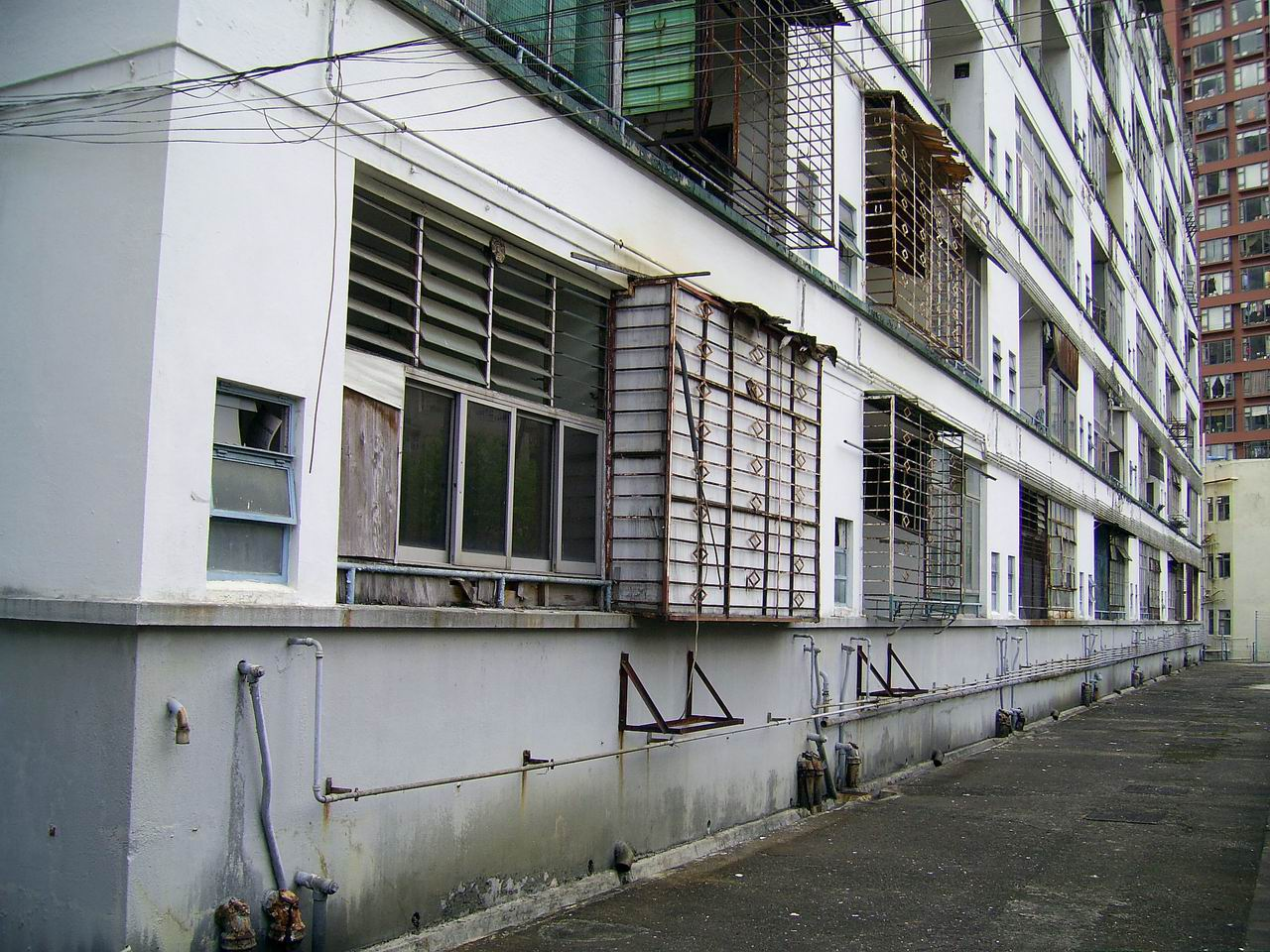
低座地下後方
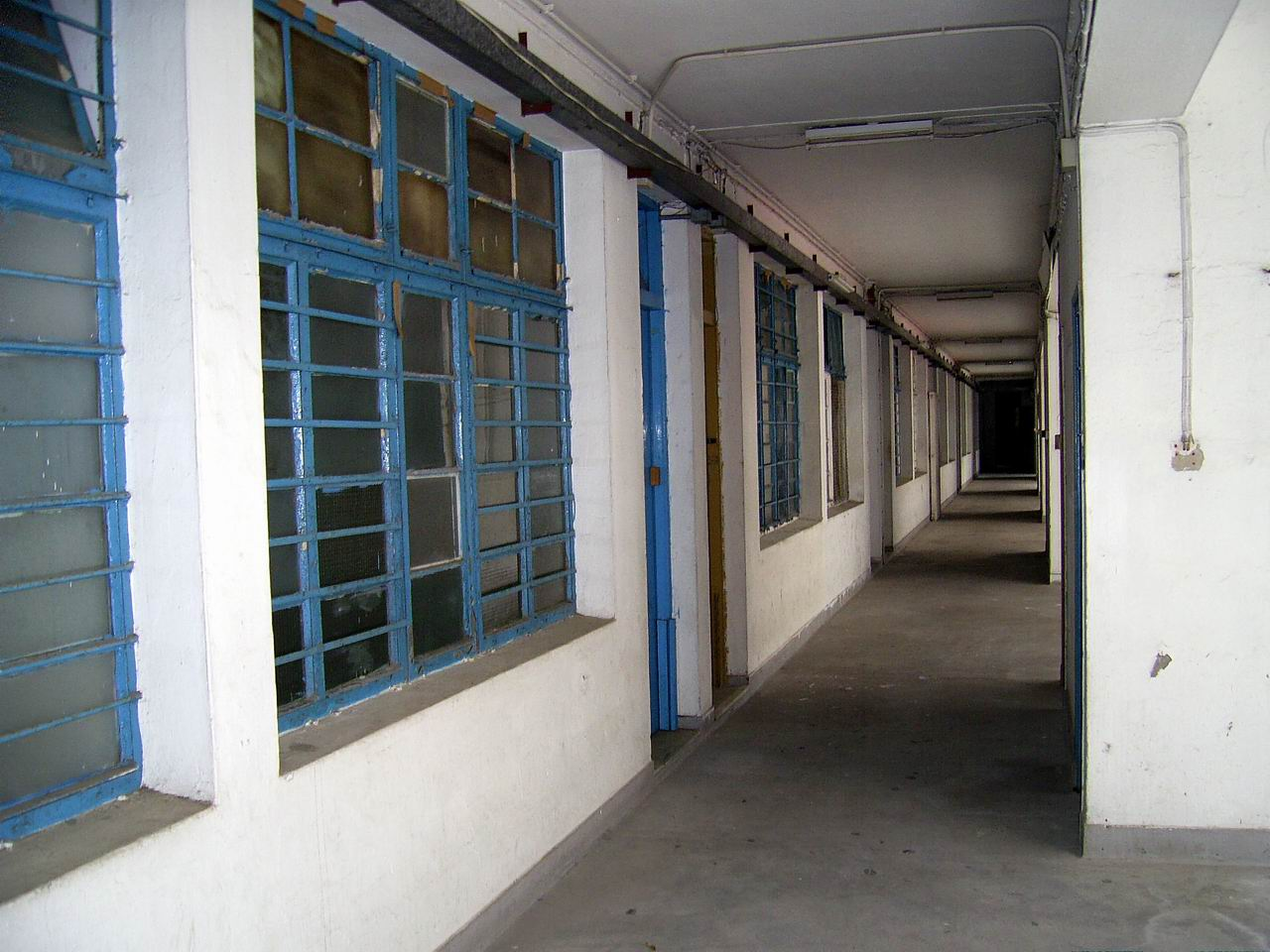
高座二樓走廊

### 活化計劃

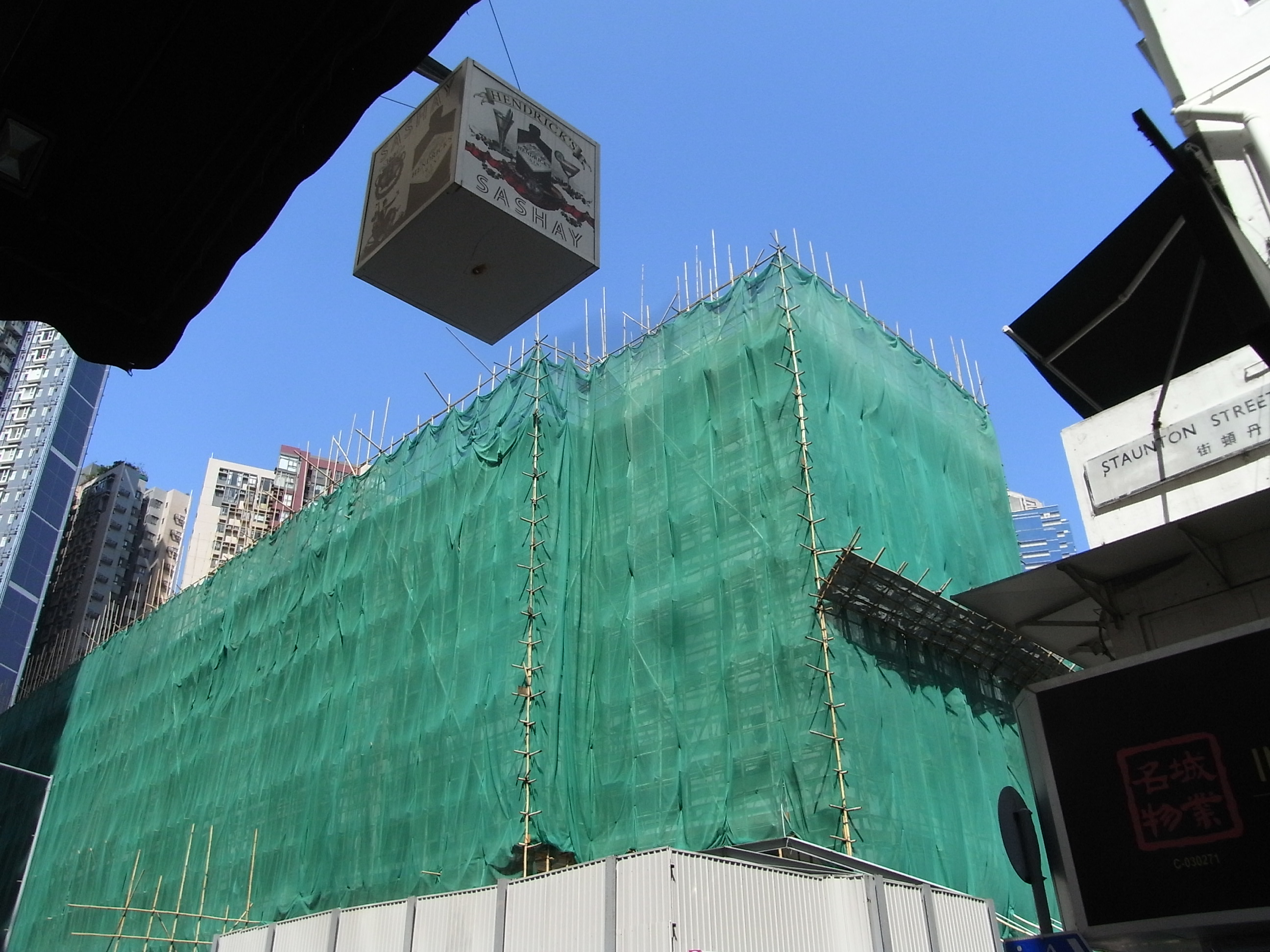
2012年的荷李活道警察宿舍

2000年代，政府計劃把荷李活已婚警察宿舍重新發展，而原本在此居住的居民自2000年起被遷走，並已經空置多年，未有發展消息。政府曾在2005年3月把荷李活道已婚警察宿舍地皮列入勾地表，地皮佔地64,584平方呎，估價逾30億元的貴重地皮，在《西營盤及上環分區計劃大綱圖》劃為「住宅（甲類）」 用地，並建議在該處發展為住宅區，建兩座住宅大廈及停車場等。之後，由於該幅地皮之下可能埋有古物，政府於2007年10月宣佈將前荷李活道已婚警察宿舍用地從政府勾地表中剔出，為期一年。
其向西及北面的石牆，長有數棵細葉榕，備受環保愛好者關注，於2005年中西區區議會舉辦「手牽手，護古樹」活動，要求保護荷李活道已婚警察宿舍的古牆古樹。令地產發展倍添成本。古物古蹟辦事處曾在該址進行數次勘測，中央書院舊校舍部份原建築仍然保存，包括整個地基，圍繞該址的圍牆和擋土牆，多組花崗岩石柱和柱墩，士丹頓街入口石階及連接上下平台的一道大石階，都是過百年的古蹟，古物古蹟辦事處館長孫德榮表示，原址有不少值得保留之古蹟。一班熱心居民更組成「中西區關注組」關注荷里活道已婚警察宿舍的發展去向。
發展局按城市規劃委員會於2007年2月通過的規劃大綱，建議保留沿城皇街及荷李活道的擋土牆、樹木、通往下層平台的花崗石級、毛石牆和部分花崗石基座和柱。至於高座及低座兩幢宿舍大樓，發展局提出3個方案：
- 同時保留高座及低座
- 同時拆卸兩座大樓及作全面規劃
- 只拆卸低座，保留高座作活化

而位於低層平台、佔地4305.6平方呎的少年警訊樓，建議保留及翻新作其他用途。發展局2010年11月15日宣布，荷李活道前已婚警察宿舍項目，將由同心教育文化慈善基金會有限公司，聯同香港理工大學、香港設計中心和職業訓練局轄下的香港知專設計學院，活化成名為PMQ元創坊的標誌性創意中心，並於2014年4月開始運作。

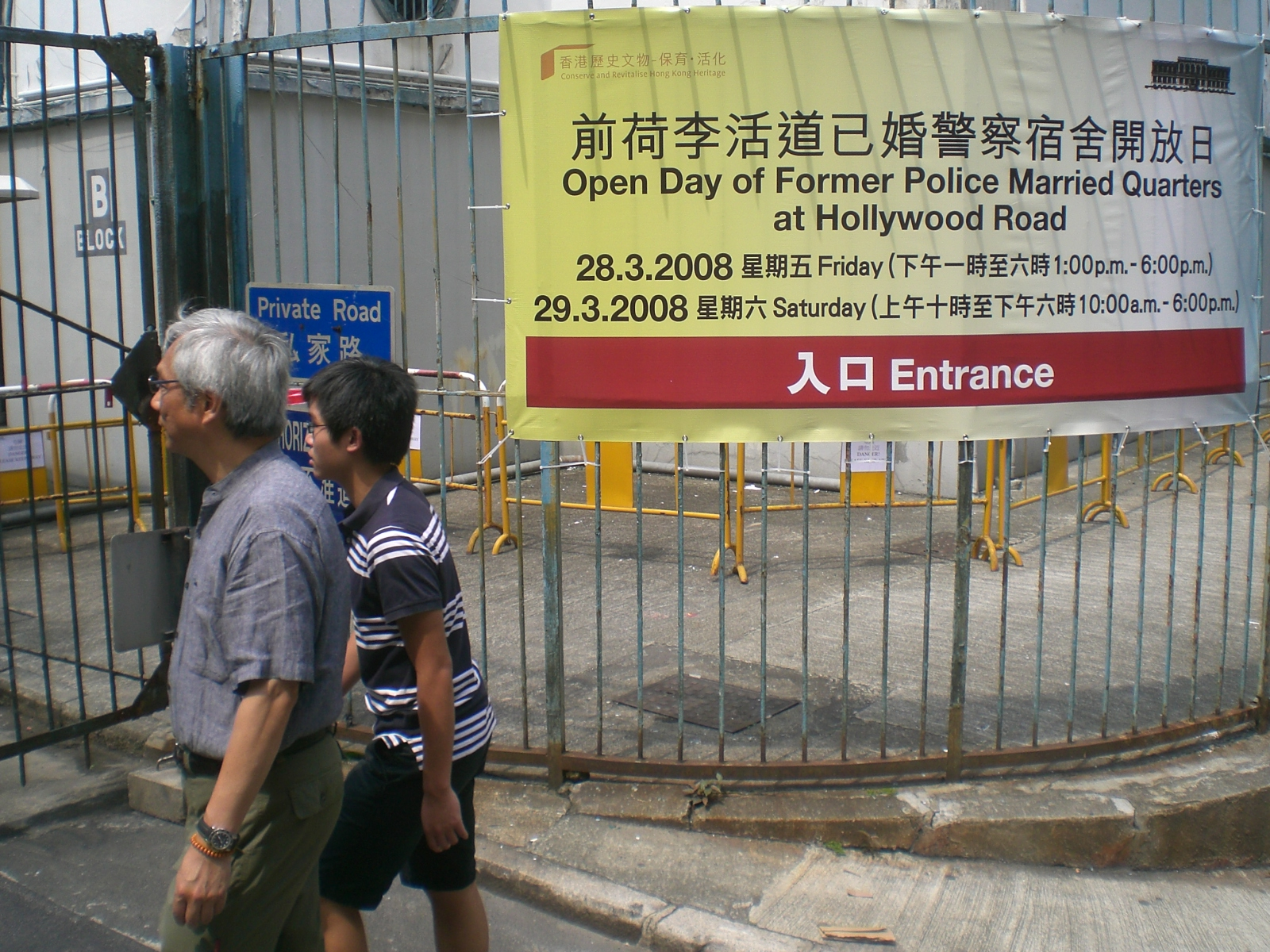
2008年3月宿舍開放日
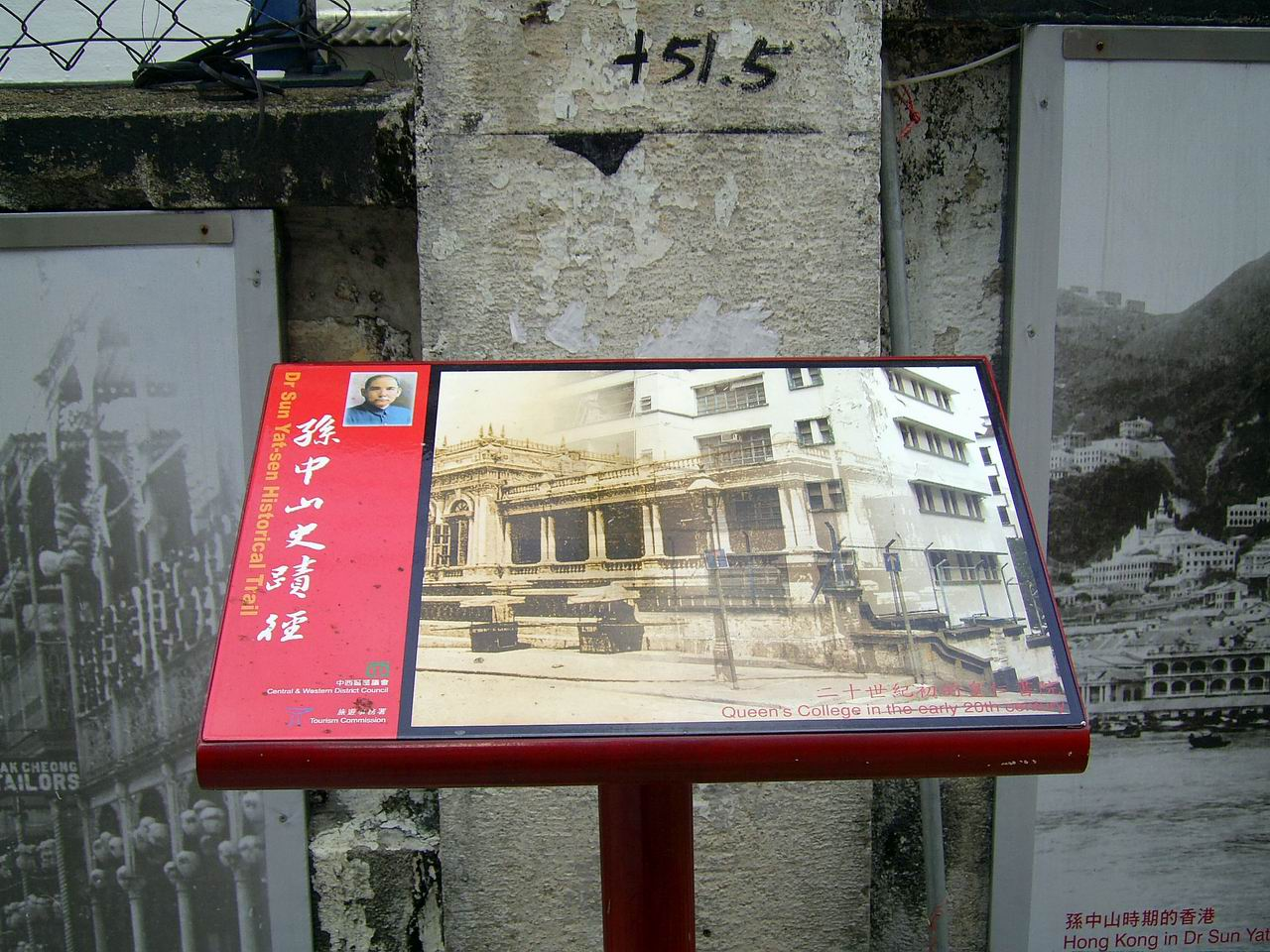
孫中山史蹟徑－皇仁書院舊址
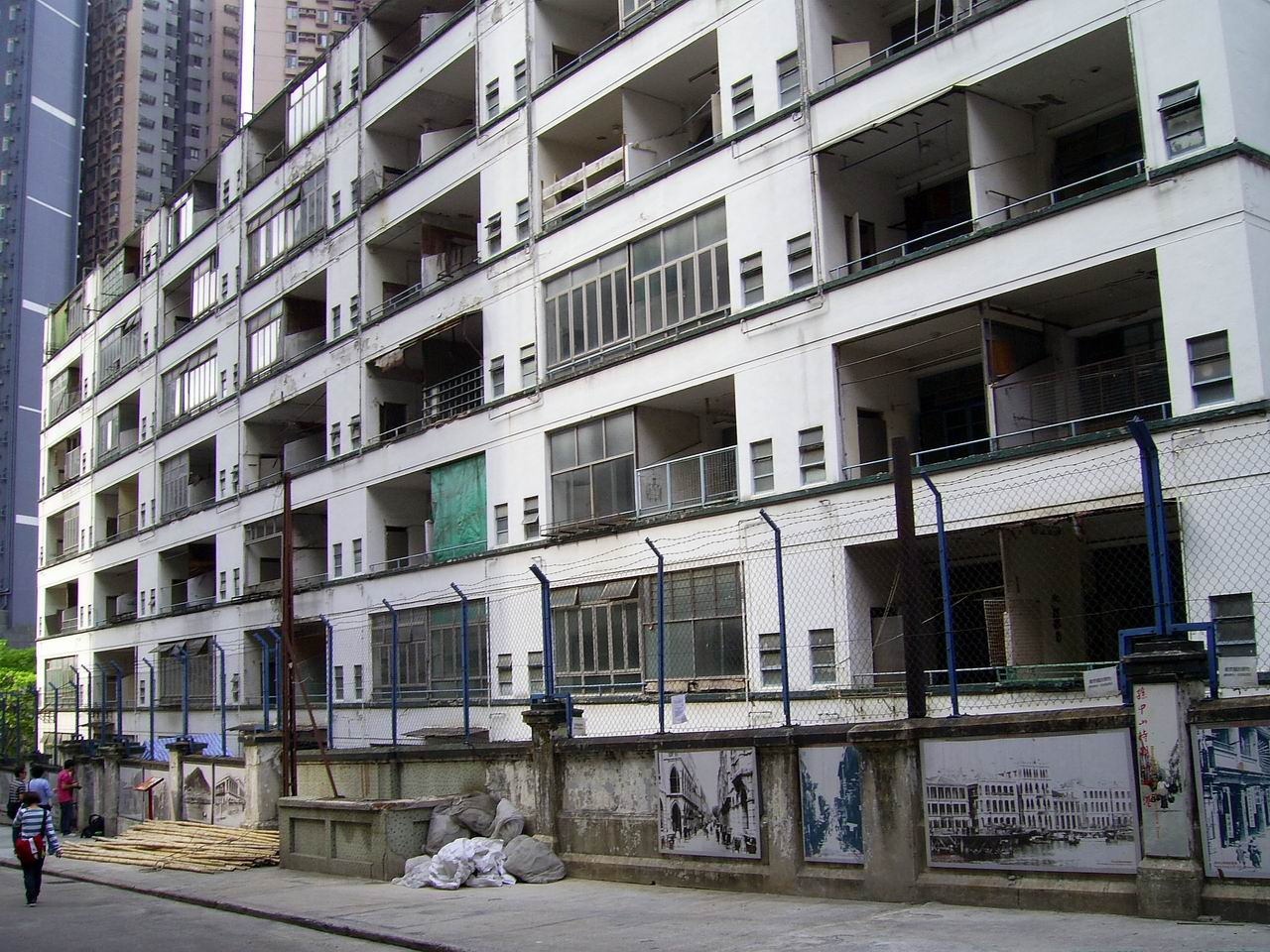
士丹頓街圍牆上的花崗石基座和柱需保留
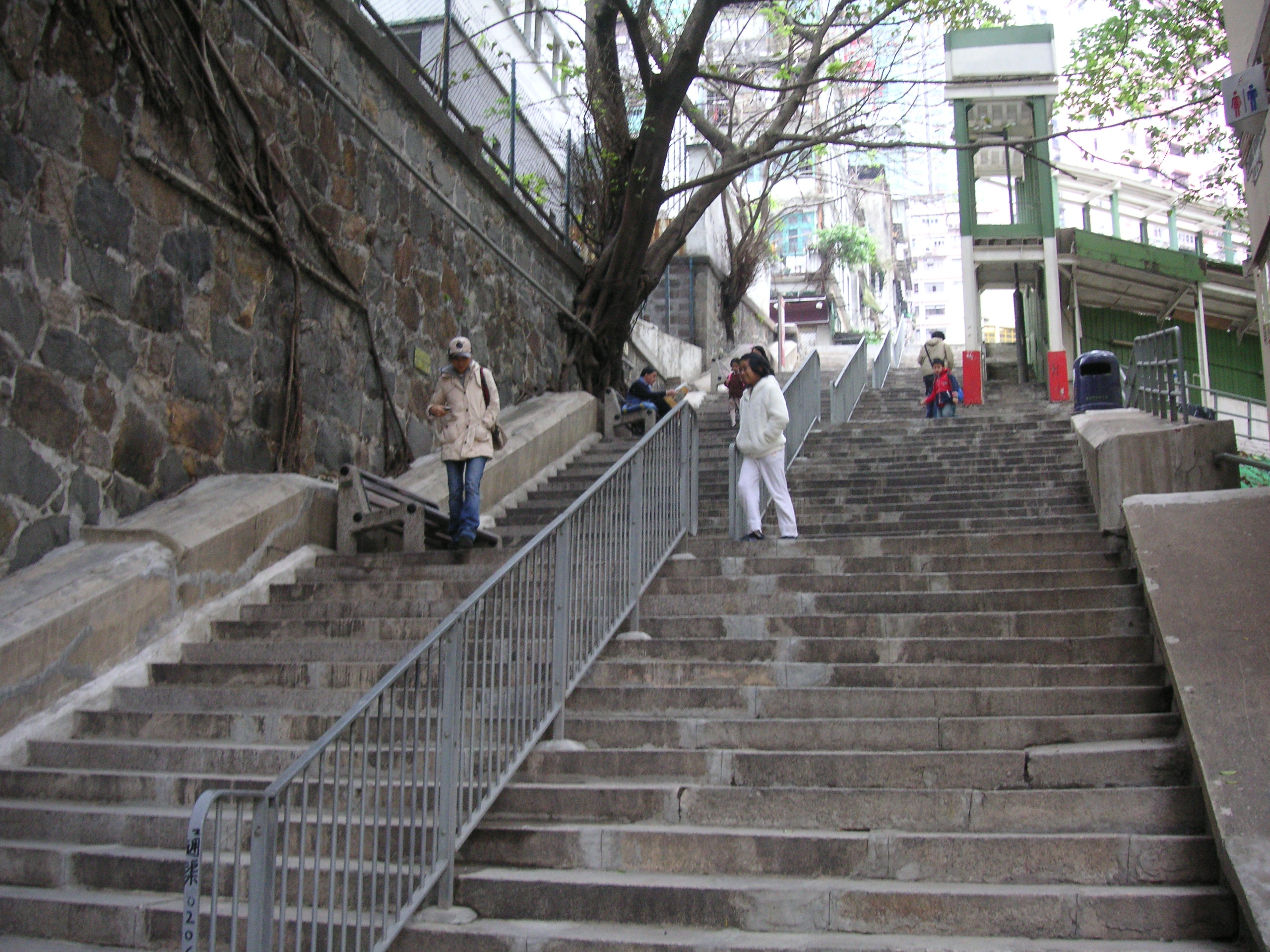
城皇街的擋土牆、樹木亦需保留

## 活動
- 2009年2、3月，皇仁書院（前中央書院）舉行開放日，地點為前荷李活道已婚警察宿舍。[3][需要較佳来源]
- 2011年12月，deTour在前荷李活道已婚警察宿舍舉行。
- 2013年12月，deTour的其中一個展覽場地是在少年警訊前的空地。
- 2014年4月14日，改建後的元創坊正式開放。

## 鄰近
- 大館
- 聚賢居
- 城皇街
- 士丹頓街
- 必列者士街
- 中環蘇豪區
- 必列啫士街街市

## 外部連結
- 古物諮詢委員會委員會：舊荷里活道警察宿舍2007年調查報告
- 古物諮詢委員會委員會備忘錄：荷李活道已婚警察宿舍前址[永久]
- 立法會民政事務委員會文物保護小組委員會：荷李活道前中央書院遺址[永久]
- 中西區關注組：從荷李活道中央書院古蹟的去留看文物保育政策的承諾與實踐 （页面存档备份，存于）
- 古蹟辦證實 中央書院遺址出土 舊石級 地下渠 板灰牆 更有百年前墨跡《蘋果日報 (香港)》，2007年11月17日
- 中央書院遺址發現文物 （页面存档备份，存于）《文匯報》，2007年11月17日
- 香港中央書院遺址發現文物 可能為清末民初物品[永久]《中國經濟網》，2007年11月17日

22°17′00″N 114°09′07″E / 22.283354°N 114.151862°E